# Stefan Witkowski (ekonomista)
Stefan Witkowski (ur. 28 sierpnia 1892 w Warszawie, zm. 5 sierpnia 1970) – polski działacz państwowy i partyjny, ekonomista, prezydent Pruszkowa (1945), Przewodniczący Prezydium Warszawskiej Wojewódzkiej Rady Narodowej (od 1945), poseł do Krajowej Rady Narodowej (1945–1947).

## Życiorys
Uzyskał maturę w prywatnej Szkole Męskiej im. Rychłowskiego. Następnie od 1913 do 1916 studiował w Wyższej Szkole Handlowej w Warszawie, kształcił się też na kursach dla administracji na Uniwersytecie Warszawskim (1919). W 1905 wstąpił do Organizacji Młodzieżowej PPS, później został członkiem Polskiej Partii Socjalistycznej. Należał do Stowarzyszenia Spożywców Pracowników Sekcji Żywnościowej przy Zarządzie miasta stołecznego Warszawy. W latach 1917–1918 kierownik Wydziału Gospodarczego Warszawskiej Straży Ogniowej, następnie od 1919 do 1921 kontroler i buchalter Centralnej Komisji Państwowej Ministerstwa Skarbu. Pomiędzy 1921 a 1925 urzędnik w Banku Zbożowym w Toruniu oraz Banku Handlowym w Warszawie, zaś w latach 1926–1939 buchalter w Państwowym Banku Rolnym w Warszawie. W okresie okupacji działacz ruchu oporu.
Pod koniec wojny wstąpił do Polskiej Partii Socjalistycznej (lubelskiej). W styczniu 1945 został członkiem nowo powołanej Miejskiej Rady Narodowej w Pruszkowie, zaś od 1 marca do 11 sierpnia 1945 pełnił funkcję prezydenta tego miasta. 11 sierpnia 1945 objął fotel przewodniczącego Prezydium Warszawskiej Wojewódzkiej Rady Narodowej (zajmował go najpóźniej do 1950 roku). Z rekomendacji warszawskiej WRN 29 grudnia 1945 został zgłoszony do Krajowej Rady Narodowej, w której zasiadał do końca kadencji.
Pochowany na cmentarzu Powązkowskim w Warszawie (kwatera D-5-2,3).

## Ordery i odznaczenia
- Złoty Krzyż Zasługi (8 października 1946)[4]
- Medal za Warszawę 1939–1945 (17 stycznia 1946)[5]